# Gerrhonotus liocephalus
Gerrhonotus liocephalus är en ödleart som beskrevs av  Wiegmann 1828. Gerrhonotus liocephalus ingår i släktet Gerrhonotus och familjen kopparödlor. IUCN kategoriserar arten globalt som livskraftig.

## Underarter
Arten delas in i följande underarter:
- G. l. liocephalus
- G. l. austrinus
- G. l. loweryi
- G. l. ophiurus
- G. l. taylori